# 海外の美術品等の我が国における公開の促進に関する法律
海外の美術品等の我が国における公開の促進に関する法律 (かいがいのびじゅつひんとうのわがくににおけるこうかいのそくしんにかんするほうりつ、平成23年4月1日法律第15号) は、日本の美術館・博物館等が開催する展覧会に展示されている、海外から借り受けた美術品、文化財その他の物品が、第三者によって差押え等の強制執行や仮処分を受けることを防ぐことに関する日本の法律である。海外美術品公開促進法、海外美術品等公開促進法とも表記される。

## 内容
「海外の美術品等の我が国における公開の促進に関する法律」は6つの条文からなる。同法の規定により、日本に美術品を貸した国・地域とは別の国・地域が所有権を主張して強制執行等を請求したとしても、文部科学大臣が当該美術品を指定することで強制執行等が不可能となる。これによって、美術館等が安心して日本での展覧会に美術品等を貸し出すことができるようになったとされる。

## 沿革

### 背景

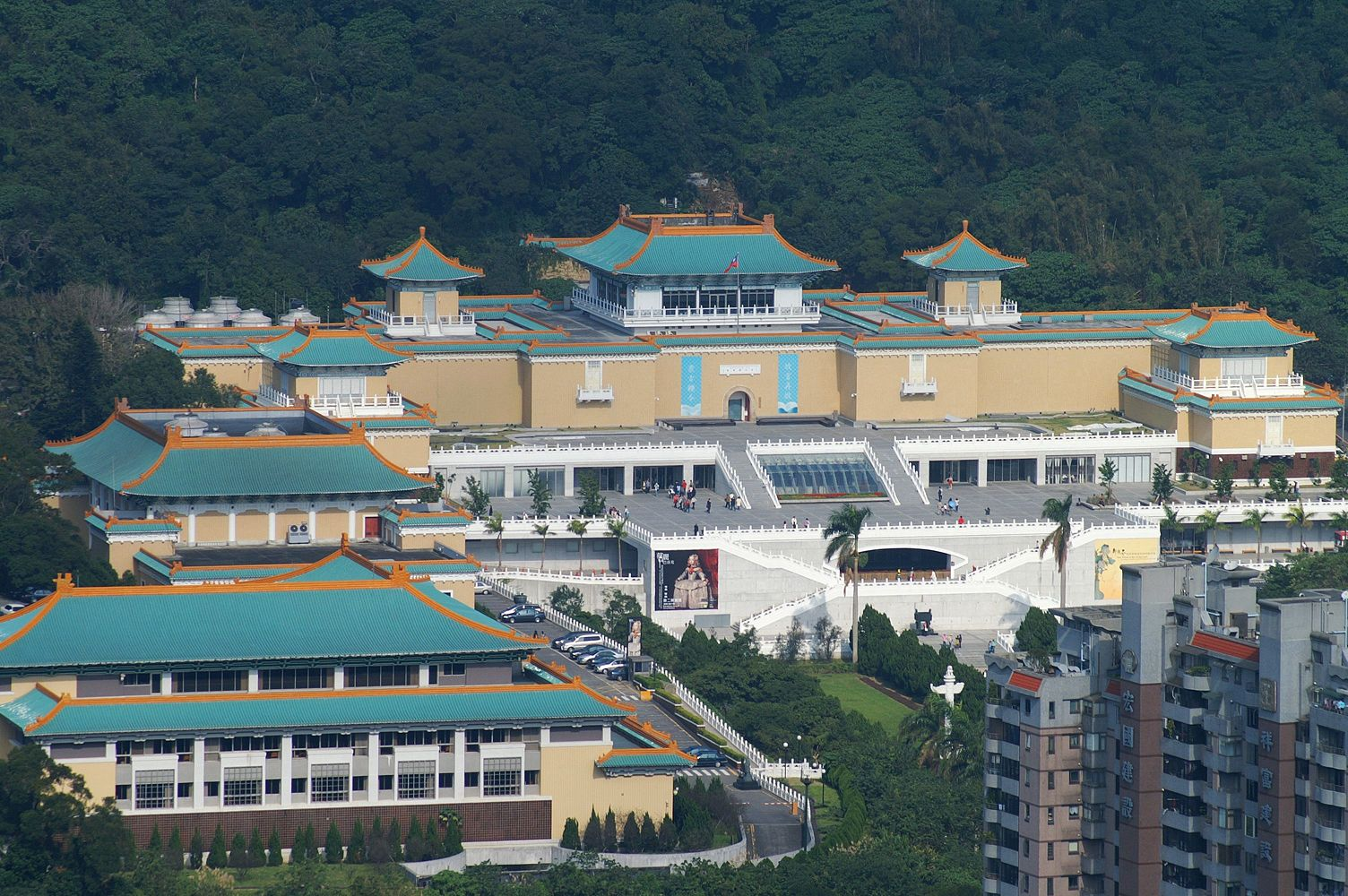
台湾の故宮博物院

ロシア、台湾、東欧諸国、中国などの美術館が、所蔵する美術品を他国での展覧会に貸し出したところ、その所有権を主張する第三者によって差し押さえられるという事件が20世紀末に多発する。その結果、差押えのリスクがある作品を海外に貸し出さないという事態が勃発した。これを受けて、アメリカ合衆国、イギリス、フランス、ドイツ、ベルギー、オーストリア、イタリア、スイスが、そのような差押えを防ぐための法律を整備した。
日本でも、台湾の故宮博物院が中国による所有権の主張を懸念して日本への収蔵品の貸し出しに難色を示すという事例があった。具体的には、平山郁夫らが故宮博物院の美術品の展覧会を日本で実現したいという声を上げたところ、台湾側が貸し出しの条件として、法律の整備を求めてきたのである。

### 立法
古屋圭司衆議院議員を中心とする、自由民主党およびたちあがれ日本の有志議員は、日本における差押え防止のための法律の整備に着手する。両党は、2010年11月の臨時国会に法案を提出するも継続審議となり、2011年の第177回国会に引き継がれた。なお、本案提出に際しては「事実上の狙いは、台湾の故宮博物院の作品を日本で展示する際に、中国政府などによる差し押さえを拒めるようにすることにある」と報じられている。
その後、2011年3月25日午前の参議院本会議にて、「海外の美術品等の我が国における公開の促進に関する法律」が全会一致で可決、成立した。また、同時に展覧会美術品損害補償法案も全会一致で可決され、衆議院に送付された。
なお、本法制定後の2011年5月4日には、台湾の馬英九総統が朝日新聞のインタビューで「台湾は文化交流の推進者である」と語り、故宮博物院収蔵品の日本での展覧会実現に強い意欲を示したと報じられたが、この真意について朝日新聞は「『海外美術品公開促進法』が成立したことで、大きな障害が取り除かれたと判断しているためだ」と報じている。その後、2014年に東京国立博物館と九州国立博物館で、特別展「台北 國立故宮博物院 神品至宝」が開催された:229。

## 評価
海外美術品公開促進法は、本来は差押禁止物ではない特定の美術品等を正当な権利者が差し押えることを全面的に禁止する効果を有することから、裁判権の不当な制約にあたるのではないかという指摘もある。また、島田真琴は同法について「非常に短い法文であり、しかもそれほど十分な議論もされずに成立したと思われるにもかかわらず、諸外国の法律と比較しても遜色のない内容であり、かつ我が国の美術館・博物館制度及び展覧会事業の実情を踏まえたものになっていると評価できる」と称賛しつつ、その不備として、国家主権免除法との間との整合性などをあげている。